# محمد امین توپراک
محمد امین توپراک (ترکی استانبولی: Mehmet Emin Toprak؛ ۱۱ سپتامبر ۱۹۷۴ – ۲ دسامبر ۲۰۰۲) یک هنرپیشه اهل ترکیه بود. 
از فیلم‌ها یا برنامه‌های تلویزیونی که وی در آن نقش داشته است می‌توان به اوزاک اشاره کرد. توپراک برای بازی در این فیلم برنده جایزه بهترین بازیگر مرد جشنواره فیلم کن در سال ۲۰۰۳ شده است.